# Carl Otto Lagercrantz
Carl Otto Lagercrantz, född 12 juli 1683, död 15 december 1746, var en svensk militär och politiker.

## Biografi
Carl Otto Lagercrantz var son till Magnus Gavelius, adlad Lagercrantz (1648–1693) och Anna Maria Sneckenberg. Han gick tidigt i krigstjänst och tjänade under Karl XII i Polen, och slogs under Magnus Stenbock vid Helsingborg och Gadebusch. Han hade även stridit under franske marskalken Claude Louis Hector de Villars i spanska tronföljdskriget och deltagit i slaget vid Malplaquet med flera bataljer.
1710 hade han avancerat till ryttmästare vid Västgöta kavalleri, 1712 fick han majors titel och 1721 överstelöjtnants. Han hade 1731 tagit avsked från sin militära tjänst i avsikt att få bli kommendant vid Marstrand, men positionen gavs till en annan och Lagercrantz gav sig i stället in i politiken.
Som huvudman för ätten Lagercrantz deltog han i riksdagarna 1723 samt 1731 till och med 1743. 1734 invaldes han i sekreta utskottet. Han var skicklig talare och blev snabbt en av Hattpartiets verksammaste hantlangare och bidrog verksamt till mössrådets störtade 1738-39. Han samlade omkring sig ett parti av unga lojala adelsmän, som skämtsamt kallades "Lagercrantz' frikår". Sedan krig 1741 blivit förklarat sattes Lagercrantz, som 1739 blivit överste för Älvsborgs regemente, som Charles Emil Lewenhaupts närmaste rådgivare.
Han sändes 1742 (sedan Ryssland uppsagt stilleståndsavtalet) till Moskva för underhandlingar, men överskred sina befogenheter som underhandlare och började på egen hand agitera för Carl Peter Ulriks val till svensk tronföljare, varför han fängslades vid sin återkomst till Sverige. Han släpptes dock snart fri.
Till Dalupprorets 1743 kuvande bidrog Lagercrantz aktivt, då hans Älvsborgs regemente var det första, som förmåddes öppna eld mot upprorsarmén. Han avled på säteriet Sannarp i Halland, som han köpt 1721.
Carl Otto Lagercrantz var gift med Anna Christina Silfverskiöld, en dotter till Nils Silfverskiöld och Juliana Gripenflycht. De hade en dotter, gift Palmhielm.